# Каліфорнійський нафтогазоносний басейн
Каліфорні́йський нафтогазоно́сний басе́йн — розташований у США в штаті Каліфорнія та на прилеглій акваторії Тихого океану.

## Характеристика
Об'єднує групу з 8 басейнів: Грейт-Валлі, Лос-Анджелес, Вентура-Санта-Барбара, Санта-Марія, Хаф-Мун-Салінас-Кайама, Сонома-Орінда-Лівермор, Північно-Каліфорнійський і Прикаліфорнійський. Загальна площа 235 тис. км², в тому числі на акваторії 80 тис. км². Початкові промислові запаси 3,4 млрд т нафти, 1000 млрд м³ газу. Всього відкрито понад 350 нафтових і 130 газових родовищ. Басейни розташовані в ґрабенах Кордільєрського складчастого пояса і характеризуються розвитком зон антиклінальних складок.
Нафтогазоносність пов'язана з піщано-глинистими відкладами крейдової і кайнозойської доби. Поклади г.ч. пластові склепінчасті і тектонічно екрановані. Глибини залягання продуктивних горизонтів 200—4500 м. Нафти у верхній частині розрізу важкі (до 980 кг/м³), сірчисті (до 2 %). Вниз по розрізу їхні сірчистість і густина знижуються до 0,25 % і 820 кг/м³. Склад нафт характеризується невеликим виходом низькокиплячих фракцій, переважають нафтенові вуглеводні. Вміст метану у вільних газах до 98 %.

## Деякі родовища
- Вілмінгтон